# Decompressie

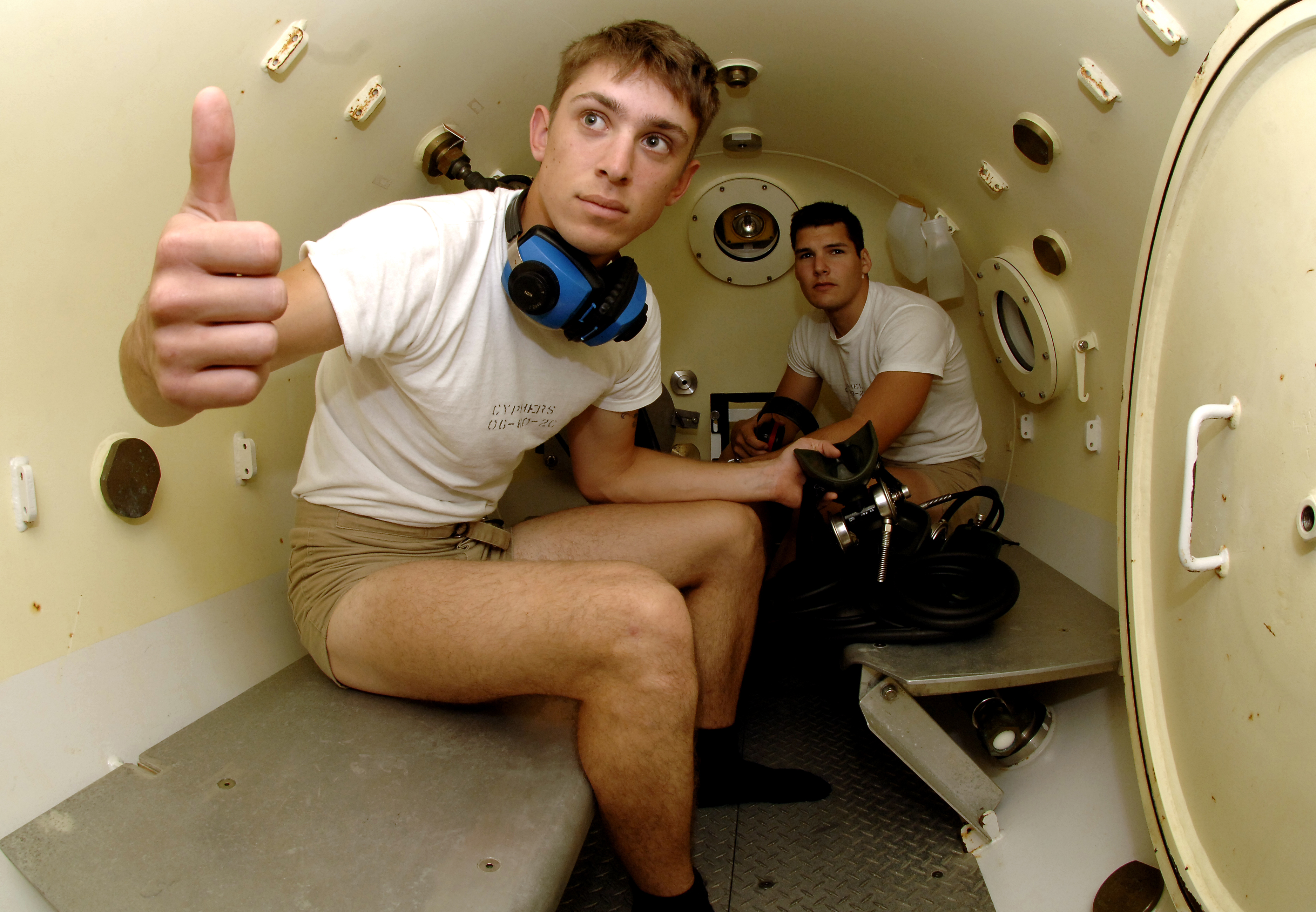
Decompressiekamer

In de duiksport en bij het beroepsduiken wordt van decompressie gesproken bij het stijgen uit diep water naar de oppervlakte. De duiker gaat dan van een omgeving met hogere druk naar een omgeving met lagere druk. Decompressie betekent letterlijk "ontdrukken". De decompressie dient langzaam te gebeuren door middel van decompressiestops om de tijdens de duik in het lichaam opgenomen gassen de kans te geven geleidelijk uit het lichaam te verdwijnen. Doet men dat niet, dan loopt men risico op decompressieziekte.

## Oorzaken
Wanneer de duiker onder water gaat, begeeft die zich naar een omgeving met een grotere hydrostatische druk. De apparatuur die het ademen onder water mogelijk maakt, de ademautomaat, zorgt ervoor dat de druk van de lucht die wordt ingeademd (ademlucht of een ander gasmengsel) exact gelijk is aan die omgevingsdruk. Lucht bestaat uit ± 79% stikstof en 21% zuurstof. In de longen vindt gasuitwisseling plaats tussen ingeademde lucht en bloed. Volgens de wet van Henry is de hoeveelheid gas die in het bloed kan worden opgelost, recht evenredig met de druk van de ingeademde lucht. Aan de oppervlakte is de hoeveelheid gas die in het bloed en de lichaamsweefsels is opgelost, in evenwicht met de omgevingsdruk. Omdat de omgevingsdruk tijdens een duik hoger is dan de druk aan de oppervlakte, zal er gas uit de ingeademde lucht in het bloed oplossen totdat een nieuw evenwicht ontstaat. De extra opgenomen zuurstof wordt door het lichaam verbruikt, maar de stikstof wordt niet verbruikt en stapelt zich op in het bloed en vervolgens ook in de weefsels waar het bloed doorheen stroomt. Wanneer de duiker teruggaat naar de oppervlakte, neemt de omgevingsdruk af, en zal zich weer een nieuw evenwicht instellen. Dit keer moet de opgehoopte stikstof dan weer uit de weefsels en het bloed treden, en in de longen aan de lucht worden afgegeven. Zolang de drukafname langzaam gebeurt zal de stikstof in oplossing blijven totdat ze in de longen wordt afgegeven aan de ademlucht.
Gaat de stijging te snel, dan wordt de "kritische verzadigingscoëfficiënt" overschreden en kan het stikstofgas niet allemaal meer in oplossing blijven. De dan vrijkomende stikstof zal nu kleine belletjes beginnen te vormen. Zolang deze minuscuul klein zijn (dit worden "microbellen" genoemd), gebeurt de uitwassing nog steeds via dezelfde weg en in een aanvaardbaar tempo. Dat is naar de huidige opvattingen ook nog geen probleem.
Gaat de stijging nog sneller, dan worden ook de stikstofbelletjes groter. Ze kunnen in de bloedvaten ook samensmelten en grotere bellen gaan vormen. Deze bellen kunnen in het lichaam wél voor problemen gaan zorgen. In gewrichten zorgen ze voor erg veel pijn: de bends. In het ruggenmerg kunnen bellen voor verlammingen zorgen door het afklemmen van zenuwbanen. En als ze in de bloedvaten zitten kunnen ze zo groot worden dat bepaalde delen van het vaatsysteem geblokkeerd raken en er geen bloeddoorstroming meer plaats kan vinden in het gebied dat achter de verstopping ligt, bijvoorbeeld delen van de huid, de hersenen, enz. Alle aandoeningen die hiervan het gevolg zijn worden gegroepeerd onder de naam decompressieziekte.

## Maatregelen
Tegenmaatregelen, zowel preventief als curatief, zijn gericht op het sneller uitwassen van stikstof en het verkleinen van bellen die druk uitoefenen of de circulatie verhinderen. Toediening van 100% zuurstof zorgt ervoor dat er geen extra stikstof meer bij komt in het lichaam waardoor de afvoer ervan versnelt. Toediening van water zorgt voor een lagere viscositeit van het bloed, hetgeen het transport van opgelost en belvormig stikstofgas naar de longen versnelt. Opname in een decompressietank zorgt voor een verhoging van de omgevingsdruk en daardoor verkleining van de belletjes. Deze laatste methode wordt gecombineerd met beide andere tegenmaatregelen.
Om decompressieziekte te vermijden is een grondige duikplanning vereist, die rekening houdt met alle fysische factoren, waaronder luchtvoorraad en -verbruik, duikdiepte, duikduur, duikprofiel en fysieke toestand van de duiker.